# Zograf Peak
Zograf Peak (in lingua bulgara: Връх Зограф, Vrah Zograf) è un picco antartico, alto 1.011 m, situato all'estremità nordorientale del Friesland Ridge, nei Monti Tangra dell'Isola Livingston, nelle Isole Shetland Meridionali, in Antartide.
Il picco ha una spessa copertura di ghiaccio solcata da numerosi crepacci, con pareti a precipizio e parzialmente prive di ghiaccio sul versante settentrionale e sormonta il Ghiacciaio Huron a nord e la Shipka Valley a est; è accessibile attraverso una sella a quota 975 m che lo collega alla diramazione settentrionale del Lyaskovets Peak. A nordest il monte è collegato dalla Lozen Saddle a Lozen Nunatak, Erma Knoll e Aheloy Nunatak.
La denominazione è stata assegnata in onore del Monastero di Zografou, importante monastero bulgaro situato sul Monte Athos in Grecia.

## Localizzazione
La vetta è situata 1,33 km a nord del versante occidentale del Lyaskovets Peak, 4,26 km a est della sommità meridionale del Pliska Ridge, 1,88 km a sud-sudest del Kuzman Knoll, 3,9 km a sud del versante meridionale del Maritsa Peak e 1,55 km a ovest del Komini Peak. Lo Zograf Peak è stato mappato nel 2005 e 2009 in base alle rilevazioni topografiche della spedizione bulgara Tangra 2004/05.

## Ascensioni
La prima ascesa allo Zograf Peak è stata effettuata il 31 dicembre 2004 dall'alpinista bulgaro Lyubomir Ivanov partito dal Campo Accademia.

## Campo Accademia
La fascia pedemontana nordoccidentale dello Zograf Peak è conosciuta come Campo Accademia, situato nella parte superiore del Ghiacciaio Huron, nell'area del Wörner Gap alle coordinate 62°38′41.9″S 60°10′18″W.
Il Campo Accademia, denominato in onore dell'Accademia bulgara delle scienze per il suo contributo all'esplorazione dell'Antartide, dal 3 dicembre 2004 al 2 gennaio 2005 è stato il campo base della spedizione bulgara Tangra 2004/05.

## Mappe
- South Shetland Islands. Scale 1:200000 topographic map. DOS 610 Sheet W 62 60. Tolworth, UK, 1968.
- Islas Livingston y Decepción.  Mapa topográfico a escala 1:100000.  Madrid: Servicio Geográfico del Ejército, 1991.
- L.L. Ivanov et al., Antarctica: Livingston Island, South Shetland Islands (from English Strait to Morton Strait, with illustrations and ice-cover distribution), 1:100000 scale topographic map, Antarctic Place-names Commission of Bulgaria, Sofia, 2005
- L.L. Ivanov. Antarctica: Livingston Island and Greenwich, Robert, Snow and Smith Islands. Scale 1:120000 topographic map. Troyan: Manfred Wörner Foundation, 2010. ISBN 978-954-92032-9-5 (First edition 2009. ISBN 978-954-92032-6-4)
- Antarctic Digital Database (ADD). Scale 1:250000 topographic map of Antarctica. Scientific Committee on Antarctic Research (SCAR), 1993–2016.
- L.L. Ivanov. Antarctica: Livingston Island and Smith Island. Scale 1:100000 topographic map. Manfred Wörner Foundation, 2017. ISBN 978-619-90008-3-0